# Josef Nuzík
Josef Nuzík (* 25. července 1966 Strání) je 15. arcibiskup olomoucký a metropolita moravský, od roku 2025 také předseda ČBK. Od roku 2017 působil v olomoucké diecézi jako pomocný biskup. Do funkce olomouckého arcibiskupa byl jmenován v únoru 2024, funkce se ujal v dubnu téhož roku.

## Život

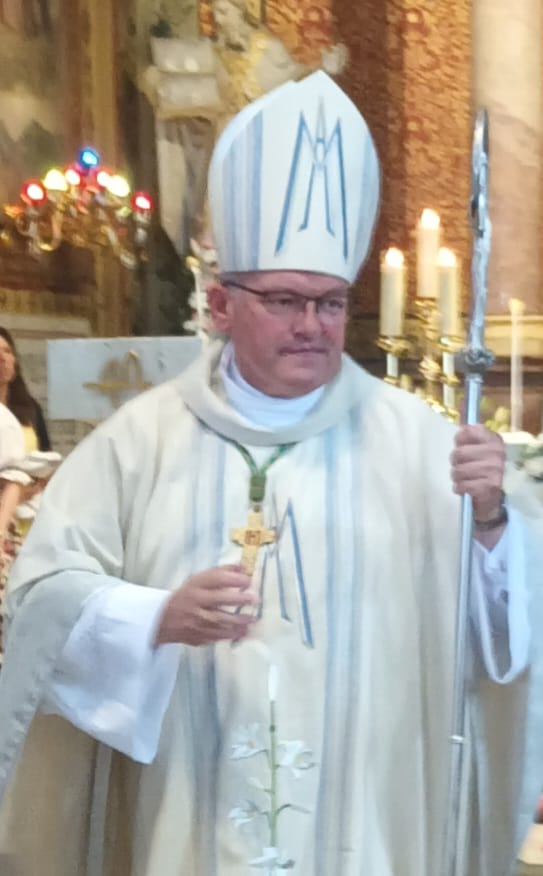
Josef Nuzík na Svatém Hostýně

Pochází ze zemědělské rodiny. Má čtyři bratry a šest sester. Po maturitě v roce 1984 pracoval až do května 1989 jako soustružník ve Slováckých strojírnách v Uherském Brodě, v této době také absolvoval dvouletou základní vojenskou službu. Na podzim 1989 začal studovat na Římskokatolické cyrilometodějské bohoslovecké fakultě v Praze a po roce přešel na Cyrilometodějskou teologickou fakultu v Olomouci. Na kněze jej v Olomouci vysvětil arcibiskup Graubner 17. června 1995. Od 1. července téhož roku byl ustanoven farním vikářem v Novém Jičíně a administrátorem excurrendo ve farnostech Libhošť a Sedlnice, od 1. července 1996 farním vikářem v Luhačovicích a od 1. července 1997 administrátorem v Nivnici a administrátorem excurrendo ve farnosti Korytná. Od 1. července 2001 působil rovněž jako místoděkan uherskobrodského děkanátu, farářem nivnické farnosti se stal 1. ledna 2002.
Ke dni 1. července 2003 byl jmenován farářem ve Štípě, administrátorem excurrendo ve farnosti Hvozdná a děkanem děkanátu Vizovice. Následně působil od 1. července 2005 do 30. června 2009 jako vicerektor kněžského semináře v Olomouci a od 1. července 2009 byl generálním vikářem olomoucké arcidiecéze (do 30. září 2011 jím byl společně s Milánem Koubou). Dne 28. září 2009 byl také jmenován kanovníkem Metropolitní kapituly u svatého Václava v Olomouci, v níž od roku 2016 vykonával funkci preláta-arcijáhna.
Dne 5. července 2017 byl jmenován pomocným biskupem olomouckým a titulárním biskupem diecéze Castra Galbae na území dnešního Alžírska. Biskupské svěcení přijal 14. října 2017.
Dne 4. července 2022 byl zvolen sborem poradců administrátorem olomoucké arcidiecéze. Dne 9. února 2024 ho papež František jmenoval 15. olomouckým arcibiskupem a metropolitou moravským. Oznámení provedl papežský nuncius v ČR. Poděkování zakončil slovy: „Patrone naší arcidiecéze svatý Václave oroduj za nás“. Slavnost uzavřel zpěv Svatováclavského chorálu. Slavnostní uvedení do úřadu v olomoucké katedrále sv. Václava proběhlo v sobotu 13. dubna 2024.
Ve volném čase rád chodí na výšlapy na Lysou Horu, Praděd, Bílou Opavu nebo po jiných horách. Každý rok se účastní fašanku v rodném Strání.
Během tříkrálové sbírky v Olomouci každoročně s olomouckým primátorem a s krajským hejtmanem utvoří trojici tří králů.

## Názory
V roce 2023 s dalšími biskupy a jinými členy ČBK podpořil manželství a rodinu jako svazek muže a ženy a odmítl legalizovat sňatky stejnopohlavních párů či ratifikaci Istanbulské úmluvy v České republice.

## Znak

### Popis
V modrém štítě stříbrno-červeně šachované trojvrší, ze kterého vyrůstá stříbrná poloviční lilie na zlatém stonku s listy, provázená dvěma vyrůstajícími zlatými odkloněnými klasy.
Za štítem je latinský kříž. Pod štítem je páska s biskupovým heslem: HLÁSAT RADOSTNOU ZVĚST, resp. EVANGELIUM NUNTIARE. Vše je převýšeno biskupským kloboukem.

### Symbolika
Modrá barva štítu a stříbrno-červené šachování jsou převzaty ze zemského znaku Moravy, trojvrší odkazuje na rodnou farnost Strání ležící v hornatém pohraničí. Přirozená lilie je atributem sv. Josefa, biskupova osobního patrona, a klasy symbolizují jeho původ ze zemědělské rodiny. Klasy jsou současně parafrází biskupova hesla na podobenství o rozsévači z Lukášova evangelia.
Znak navrhl a nakreslil Jan Oulík.